# English Electric Lightning P1A

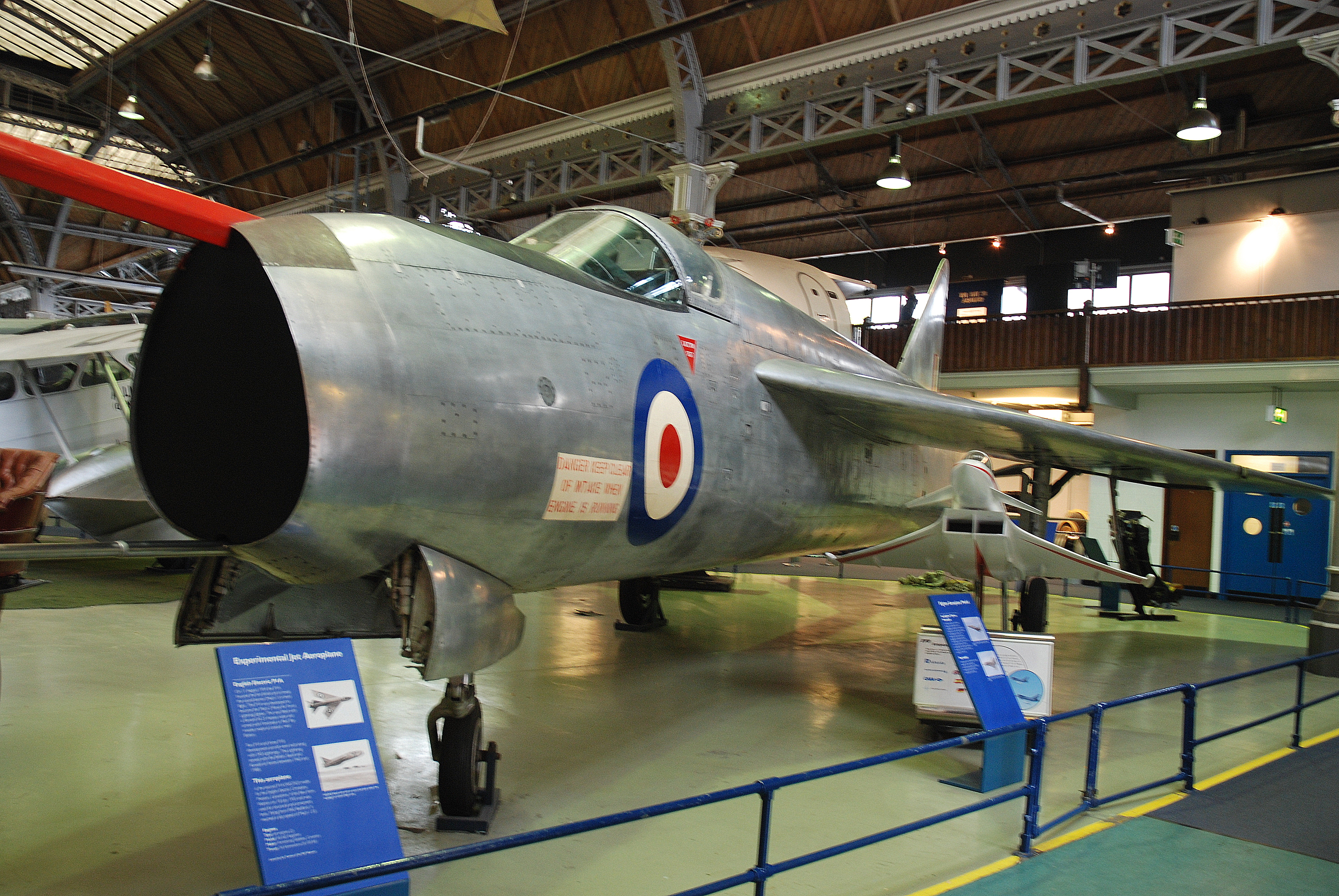
De English Electric Lightning P1A

De English Electric Lightning P1A is een prototype van een jachtvliegtuig van Britse makelij, de English Electric Lightning. Het werd geproduceerd te Preston in Lancashire.
Het exemplaar op de foto is het tweede dat werd gebouwd en staat tentoongesteld in het Museum of Science and Industry in Manchester. Het maakte zijn eerste vlucht op 18 juli 1955 vanaf de vliegbasis van Warton en haalde een snelheid van Mach 1,53. Met dit toestel testte men de constructie en de bewapening. Het werd aangedreven door twee straalmotoren van Armstrong Siddeley om volgens de specificaties uiteindelijk Mach 2 te halen. Een innovatie voor Britse toestellen was de volledig beweegbare stabilo die volgens Chuck Yeager, een bekend Amerikaans testpiloot, de belangrijkste verbetering was om de geluidsbarrière te kunnen doorbreken.  
Op 11 juli 1954 werd het eerst gebouwde exemplaar het eerste Brits toestel dat in een vlakke vlucht door de geluidsbarrière brak. Het prototype is te herkennen aan de afgeronde driehoeksvorm van de luchtinlaat vooraan, daar waar de productieversie een ronde luchtinlaat heeft, voorzien van een conische luchtvertrager om het rendement van de straalmotor te verbeteren.